# Josh Holloway
Josh Holloway (San José, Califòrnia, 20 de juliol de 1969) és un actor estatunidenc.

## Biografia

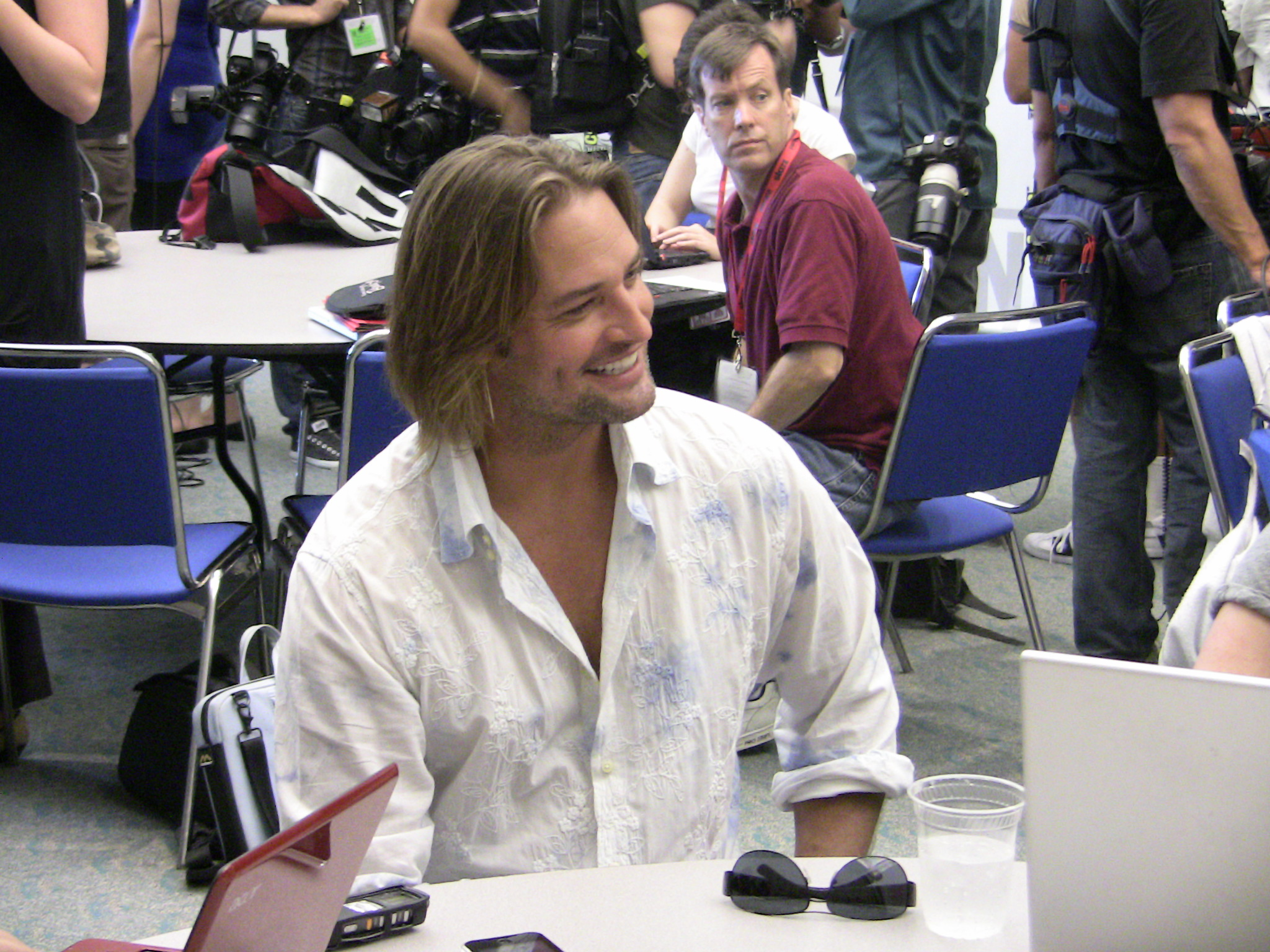
Josh Holloway.

Amb tan sols dos anys es va traslladar al costat de la seva família a Blue Ridge Mountains a l'estat de Geòrgia on es criaria com a segon d dels seus quatre germans. La seva passió pel cinema va aparèixer a una edat molt primerenca. Després d'un any d'estudis a la Universitat de Geòrgia, va abandonar els estudis acadèmica per a dedicar-se a una carrera com a model que li duria a traslladar-se per a realitzar diversos treballs a diferents llocs Europeus i nord-americans.
Durant aquest temps, la recerca de Holloway per aconseguir algun paper, no va cessar fins que per fi a Los Angeles li va arribar la seva gran oportunitat amb la sèrie televisiva Doctor Benny. La sèrie era una comèdia de situació on va coincidir amb Eddie McClintock i Sarah Wynter. Després de la sèrie va continuar la seva carrera d'actor al cinema independent amb títols com El meu Amic, Moving August i Cold Heart on va actuar al costat de Nastassja Kinski. En aquell temps li va arribar una gran notícia, quan la cadena Sci-Fi, el va cridar per a participar en la sèrie Sabretooth al costat de David Keith i John Rhys-Davies.
La seva gran oportunitat va arribar quan va interpretar a l'exitosa sèrie de televisió Lost el paper de James "Sawyer" Ford, un antiheroi egoista, connivent i sarcàstic, que el va convertir en una celebritat i pel que va guanyar un Premi Saturn com a millor actor en 2009. El 2016 va començar a protagonitzar Colony com Will Bowman, un antic agent de l'FBI que, en un intent de protegir la seva família, es veu obligat a col·laborar amb el govern ocupacional per fer caure el creixent moviment de resistència dins de la colònia de Los Angeles en un futur proper reunint-se amb Carlton Cuse, el productor de Lost.

## Filmografia
- Yellowstone (sèrie de TV, 2016–2018)
- Colony (sèrie de TV, 2016–2018)
- Intelligence (sèrie de TV, 2014)
- Sabotage (2014)
- El poder dels diners (2013)
- Battle of the Year: The Dream Team (2014)
- Mission: Impossible – Ghost Protocol (2011)
- Stay Cool (2009)
- Whisper (2007) ... Max Truemont
- Command and Conquer 3 (joc, 2007) ... Ajay
- Just Yell Fire (2006) ... Ell mateix
- Lost (sèrie de TV, 2004–2010) James "Sawyer" Ford
- Doctor Benny (2003) ... Pheb
- Sabretooth (2002) ... Trent Parks
- My Daughter's Tears (2002) ... s/t
- Mi amigo (2002) ... Pal Grisham
- Cold Heart (2001) ... Sean
- Moving August (1999) ... Loren Carol
- Cryin' (1993) ... Lladre

## Premis
L'any 2005 va guanyar el premi Screen Actors Guild Awards en l'apartat de millor conjunt en la categoria de sèries de drama per a Lost i en 2009 el un Premi Saturn a millor actor en 2009 també per Lost.